# Kurarua majuscula
Kurarua majuscula är en skalbaggsart som beskrevs av Holzschuh 1991. Kurarua majuscula ingår i släktet Kurarua och familjen långhorningar. Inga underarter finns listade i Catalogue of Life.